# ガブリエル・マシエル
ガブリエル・エンリケ・マシエル（英: Gabriel Henrique Maciel, 1999年1月6日 - ）は、ブラジル・パラナ州ロンドリーナ出身のプロ野球選手（外野手）。右投両打。MLBのオークランド・アスレチックス傘下所属。

## 経歴

### プロ入り前
2014年に行われた15U野球ワールドカップのメンバーに選出され、3番中堅手で全試合スタメン出場した。また2015年8月に大阪で開催された第27回WBSC U-18野球ワールドカップにも出場している。

### プロ入りとダイヤモンドバックス傘下時代
2015年10月にアリゾナ・ダイヤモンドバックスとマイナー契約を結んでプロ入り。
2016年はルーキー級アリゾナリーグ・ダイヤモンドバックスとミズーラ・オスプレイに所属し、2球団合計で60試合出場、打率.281、0本塁打、14打点、22盗塁の成績を残した。またこの年は第4回WBC予選のブラジル代表に選出されている。
2017年はルーキー級ミズーラで52試合に出場して、打率.323、3本塁打、25打点、9盗塁という成績を残した。
2018年は開幕からA級ケーンカウンティ・クーガーズに所属。

### ツインズ傘下時代
2018年7月27日にエドゥアルド・エスコバーとの交換で、ヨアン・デュラン、アーニー・デラトリニダードとともにミネソタ・ツインズへトレード移籍した。移籍後はA級シーダーラピッズ・カーネルズに所属。この年は2球団合計で98試合に出場して、打率.280、3本塁打、23打点、16盗塁を記録した。
2019年はA級シーダーラピッズとA+級フォートマイヤーズ・ミラクルの2球団に所属し、2球団合計で100試合に出場。打率.283、3本塁打、34打点、22盗塁の成績を残した。
2020年は新型コロナウイルスの感染拡大の影響でマイナーリーグが開催されなかったため、公式戦の出場はなかった。
2021年はA級シーダーラピッズで73試合に出場して、打率.238、2本塁打、21打点、17盗塁という成績だった。

### アスレチックス傘下時代
2021年12月9日に行われたルール・ファイブ・ドラフトのマイナーリーグ・フェイズにおいて、オークランド・アスレチックスから指名を受けて移籍した。
2022年はA+級ランシング・ラグナッツで62試合に出場して、打率.275、1本塁打、16打点、7盗塁という成績だった。また9月より開始した第5回（2023年）WBCのブラジル代表に2大会連続で選出された。